# Austral (jezik)
Austral jezik (tubuai-rurutu; ISO 639-3: aut), jedan od polinezijskih jezika koji pripada užoj tahitskoj podskupini, a govori ga oko 8 000 ljudi (1987) na polinezijskim otocima Tubuai ili Austral.
Postoji više dijalekata nazvanim po otocima, viz.: raivavae, rimatara, rurutu i tubuai.

## Vanjske poveznice
- Ethnologue (14th)
- Ethnologue (15th)